# TeraBox
TeraBox於2020年9月推出，原名DuBox，由百度日本旗下公司Popin Inc運營，提供高達1TB的免費空間(需註冊)，並於2021年4月更名為TeraBox，改由日本公司Flextech Inc運營。在全球（除中國大陸）提供服務。

## 服務

### 推薦計劃
2022年8月TeraBox宣布推出引荐计划，该计划主要通过分享赚钱。

### 用户增长/基数
TeraBox称在2024年中，其用户规模已超3.2亿。单在Google Play下载数量已超1亿。

### 系统/平台
TeraBox提供iOS、Android和Linux智能手机和平板电脑的移动应用程序，也适用于Apple MACOS计算机的应用程序，它还提供了网站界面。